# Магомедов, Магомед Исмаилович
Магомед Исмаилович Магомедов (род. 6 ноября 1990, Махачкала, РСФСР, СССР) — российский самбист и тайбоксёр, бронзовый призёр чемпионата России по боевому самбо 2011 года. Выступает в первой полусредней весовой категории (до 68 кг). Тренируется под руководством С. Ю. Клочкова. 23 апреля 2012 года приказом министра спорта России Виталия Мутко Магомедову было присвоено спортивное звание мастера спорта России. В марте 2023 года в Магнитогорске стал бронзовым призёром чемпионата России в весовой категории до 91 кг. Тайским боксом занимается в магнитогорском спортивном клубе «Прайд» под руководством тренера Саида Каримова.

## Спортивные достижения
- Чемпионат России по боевому самбо 2011 — ;
- Чемпионат России по тайскому боксу 2023 — ;